# Batalha de Bumbi
A Batalha de Bumbi (Mbumbi) foi um confronto militar entre as forças portuguesas de Angola e do Reino do Congo em 1622. Embora os portugueses tenham vencido, a batalha serviu de ímpeto para o reino expulsar os portugueses do seu território.

## Antecedentes
A Angola portuguesa foi criada em 1575 como recompensa aos lusitanos por auxiliarem o Reino do Congo a derrotar os jagas que invadiram o reino em 1568. Após a tentativa desastrosa de conquistar o Reino do Dongo, o governador português Mendes de Vasconcelos fez aliança com os imbangalas, um povo descrito por fontes europeias e do Congo como mercenários canibais sem raízes originários do sul do rio Cuanza. O governador utilizou-os para destruir o Dongo enquanto os portugueses colheram os escravos que emergiram do caos. Em 1621, Vasconcelos foi sucedido por João Correia de Sousa. Sousa queria colher os mesmos benefícios do seu antecessor ao soltar os imbangalas no território do Congo. Primeiro mirou nas terras florestais de Cazanze, um vassalo do Congo que havia sido um refúgio para escravos fugitivos da Angola portuguesa. Correia de Sousa enviou então o capitão-mor Pedro de Sousa Coelho e 20 000 ambundos e portugueses com um contingente imbangala para Nambu a Angongo dentro da província do Congo de Umbamba.

## Preparação
Sousa Coelho marchou sobre Bumbi com 30 000 homens, a maioria dos quais eram arqueiros ambundos suplementados por infantaria pesada portuguesa e mercenários imbangalas. Dentro da cidade, o duque de Umbamba Paulo Afonso e o marquês de Umpemba Cosme lideravam as forças do Congo. Eles haviam reunido cerca de 3 000 homens como infantaria leve (arqueiros) e mais 200 nobres lutando como infantaria pesada tradicional (espada e escudo). Antes de dar a batalha em 18 de dezembro de 1622, Paulo Afonso fez a confissão e recebeu os Santos Sacramentos antes de se armar com espada, escudo e relíquias de vários santos.

## Batalha
No início da batalha, ambos os lados deram o grito de guerra "Santiago" antes de se engajarem. As forças do Congo, vendo esta coincidência, observaram que se o santo português era branco, o deles era negro. As forças do duque iniciaram a batalha derrotando os arqueiros ambundos cujas fileiras haviam aumentado para cerca de 30 000 no momento da batalha. Mas, assim como em Dongo, os mercenários imbangalas não cederam e destruíram a força do Congo com um contra-ataque. O duque, marquês, 90 nobres menores e milhares de soldados comuns foram todos mortos. Segundo os relatos dos jesuítas sobre a batalha, os portugueses conseguiram tirar muitos escravos da batalha e saquearam todo o povoado, não poupando as possessões dos portugueses ali estabelecidas. Os imbangalas, como era seu costume, canibalizaram muitos prisioneiros e mataram, incluindo os corpos do Paulo Afonso e Cosme.

## Rescaldo
A batalha causou ondas de choque por todo o Reino do Congo. Motins antiportugueses estouraram em todo o Congo, resultando em derramamento de sangue generalizado. O recém-coroado Pedro II (r. 1622–1624) viu-se obrigado a colocar sob sua proteção os portugueses que podiam ser salvos no seu acampamento de Umbanda Cassi, onde reunia as suas forças para um contra-ataque. A vitória portuguesa em Bumbi pôs um prego final no caixão da amizade congo-portuguesa. O Congo declarou guerra à Angola portuguesa e lutou contra eles fora do Congo e até mesmo tomando territórios que haviam estado sob o domínio da Angola portuguesa. Uma consequência final da batalha foi a sucessão de cartas de Pedro II aos holandeses propondo uma aliança que culminaria vinte anos depois com a invasão de Angola.